# Ekkehard Knörer

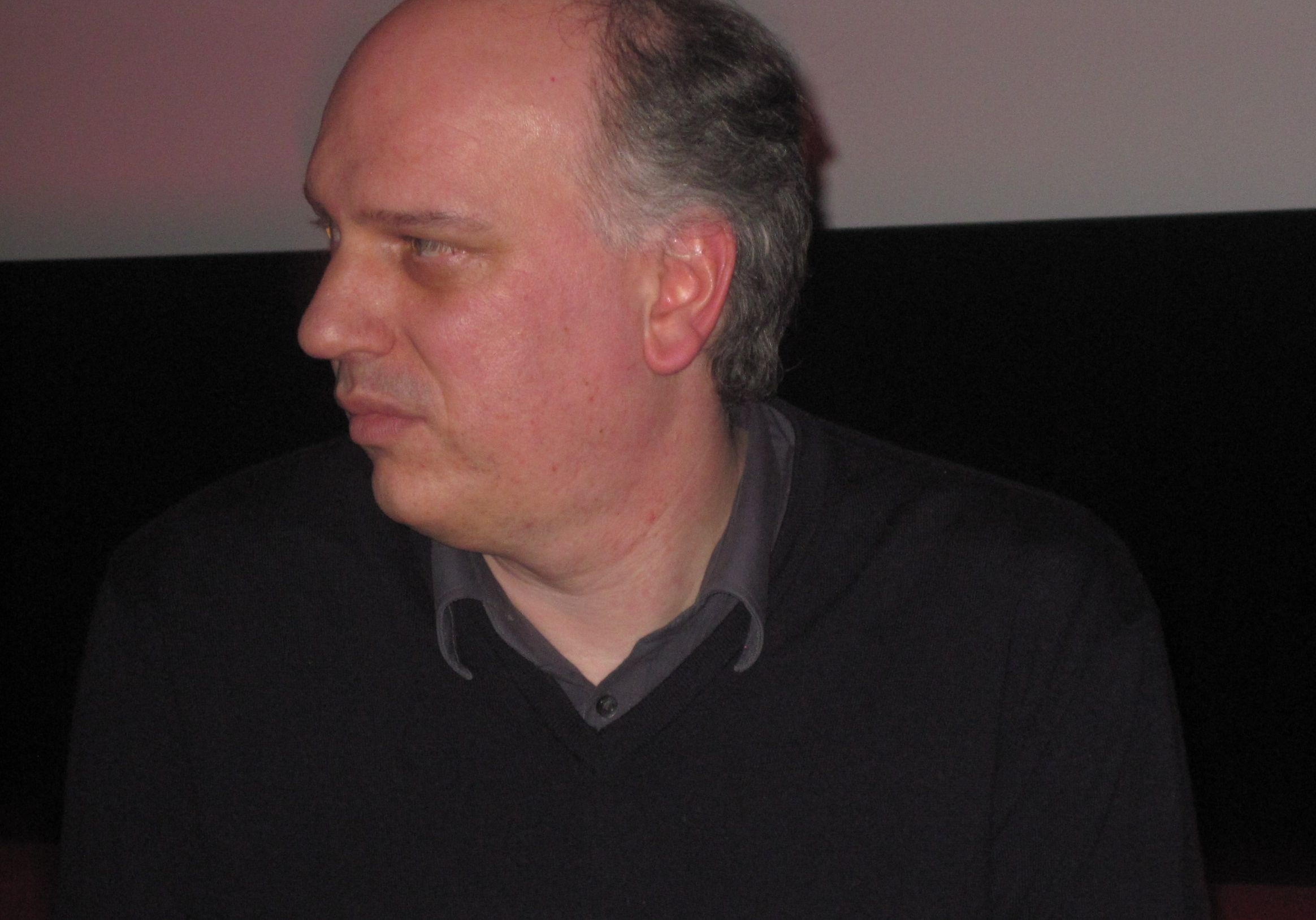
Ekkehard Knörer (2013)

Ekkehard Knörer (* 1971) ist ein deutscher Filmkritiker, Publizist und Kulturwissenschaftler.

## Leben
Nach dem Abitur in Ansbach studierte Knörer Englisch, Deutsch, Philosophie und Kulturwissenschaften an der Universität Würzburg, der University of Texas at Austin und der Europa-Universität Viadrina in Frankfurt (Oder). Bei Bettine Menke wurde er mit einer Schrift unter dem Titel Witz und Ingenium in Rhetorik und Poetik des 17. und 18. Jahrhunderts promoviert. Danach begann er ein Postdoc-Projekt unter dem Titel Die Kunst der Aneignung: Appropriation und Remake am Graduiertenkolleg „Die Figur des Dritten“ an der Universität Konstanz. Als Visiting Fellow forschte er an der New York University (2001) und Johns Hopkins University in Baltimore (2006). Er hatte Lehraufträge (Literatur- und Filmwissenschaft) an den Universitäten Frankfurt (Oder), Erfurt, Konstanz und der FU Berlin.
Von 1998 bis 2008 war Ekkehard Knörer Herausgeber der Online-Filmzeitschrift Jump Cut Magazin. Er ist Mitbegründer, Herausgeber und Redakteur der Zeitschrift Cargo, Redakteur und seit 2017 Mitherausgeber der Zeitschrift Merkur. Er verfasste bis 2011 die Filmkolumne „Im Kino“ beim Online-Magazin Perlentaucher, schreibt regelmäßig, unter anderem die alle zwei Wochen erscheinende DVD-Kolumne „dvdesk“, für die taz. Außerdem Artikel für „Kolik“, „new filmkritik“ u. a. Zahlreiche Aufsätze in wissenschaftlichen Zeitschriften und Sammelbänden. 2016 erhielt er den Siegfried-Kracauer-Preis für Filmkritik.

## Publikationen
- Entfernte Ähnlichkeiten. Zur Geschichte von Witz und ingenium. Wilhelm Fink Verlag, München 2007, ISBN 978-3-7705-4285-7.
- Rembert Hüser: Geht doch (Hg. mit Hanna Engelmeier), Berlin: Verbrecher Verlag 2021, ISBN 978-3-95732-382-8

## Aufsätze (Auswahl)
- When the Revolution Comes You Won't Sit Pretty. In: Margrit Frölich, Rembert Hüser: Geld und Kino. Marburg 2011.
- Einstellungswechsel. Zum Filmkritiker Karsten Witte. In: Stefanie Diekmann (Hrsg.): Schreiben über Film. Berlin 2010.
- Da! Das Ereignis des Fotografischen. (William Klein: Contacts, 1986).In: Fotogeschichte / Heft 106. Marburg 2007.
- Undoing Makebelieve. The Staging of Magic in Tod Browning's Films. In: Bernd Herzogenrath (Hrsg.): Tod Browning. New York 2007.
- Counterfeit: Of Signs and Money in Robert Bresson's 'L'Argent'. In: Fiona Cox, Hans-Walter Schmidt-Hannisa (Hg.): Money and Culture. Frankfurt a. M. 2007, ISBN 978-3-631-56790-6